# Asterolasia
Asterolasia es un género de plantas con flores con 21 especies, perteneciente a la familia Rutaceae. Son nativos del sur de Australia.
Son pequeños arbustos o subarbustos ramificados con hojas aromáticas y flores de color blanco o amarillo brillante.

## Especies
- Asterolasia asteriscophora (F.Muell. Druce)
- Asterolasia buckinghamii  (Blakely) Blakely
- Asterolasia buxifolia  Benth.
- Asterolasia correifolia  (Juss.) Benth.
- Asterolasia drummondii  Paul G.Wilson
- Asterolasia elegans  L.McDougall & Porteners
- Asterolasia grandiflora  (Hook.) Benth.
- Asterolasia hexapetala  (Juss.) Druce
- Asterolasia muricata  J.M.Black
- Asterolasia nivea  (Paul G.Wilson) Paul G.Wilson
- Asterolasia pallida  Benth.
- Asterolasia phebalioides  F.Muell.
- Asterolasia rivularis  Paul G.Wilson
- Asterolasia rupestris  B.J.Mole
- Asterolasia squamuligera  (Hook.) Benth.
- Asterolasia trymalioides  F.Muell.

## Sinonimia
- Pleurandropsis